# Campeonato Asiático de Atletismo Juvenil de 2017
A 2ª edição do Campeonato Asiático de Atletismo Juvenil foi o evento esportivo organizado pela Associação Asiática de Atletismo (AAA) no Estádio Suphachalasai, em Banguecoque, na Tailândia, entre 20 a 23 de maio de 2017. Foram disputadas 40 provas no campeonato para atletas com idade entre 15 e 17 anos classificados como Juvenil. A China terminou na liderança na tabela de medalhas com 30 medalhas no total, sendo 16 de ouro. 

## Medalhistas
Esses foram os resultados do campeonato. 

### Masculino
| Evento                      | Ouro                                                              | Ouro      | Prata                                                                           | Prata    | Bronze                                                                         | Bronze   |
| --------------------------- | ----------------------------------------------------------------- | --------- | ------------------------------------------------------------------------------- | -------- | ------------------------------------------------------------------------------ | -------- |
| 100 metros                  | Gurinder Vir Singh (IND)                                          | 10.77     | Muhammad Aiedal Sa Adon (MAS)                                                   | 10.80    | Choi Sun-jae (KOR)                                                             | 10.81    |
| 200 metros                  | Shin Mink-yu (KOR)                                                | 21.48 [b] | Sittiphon Donpritee (THA)                                                       | 21.69    | Suriya Taemchan (THA)                                                          | 21.86    |
| 400 metros                  | Ifan Anugrah Setiawan (INA)                                       | 47.47     | Muhammad Ilham Suhaimi (MAS)                                                    | 48.16    | Akshay Nain (IND)                                                              | 48.49    |
| 800 metros [a]              | Abishek Mathew (IND)                                              | 1:54.99   | Harsha Dissanayaka Mudiyansela (SRI)                                            | 1:54.99  | Qi Zhan (CHN)                                                                  | 1:55.25  |
| 1.500 metros                | Wei Yan (CHN)                                                     | 3:50.65   | Kaishin Hattori (JPN)                                                           | 3:55.04  | Park Jong-hak (KOR)                                                            | 3:58.74  |
| 3.000 metros                | Sharif Elatawneh (JOR)                                            | 8:35.49   | Noor Aldeen Al-Humaidha (YEM)                                                   | 8:42.88  | Seyedam Zamanpour (IRI)                                                        | 8:49.34  |
| 110 metros com barreiras    | Lu Hao-hua (TPE)                                                  | 13.45 [c] | Ning Xiaohan (CHN)                                                              | 13.66    | Halomoan Edwin Binsar (INA)                                                    | 13.73    |
| 400 metros com barreiras    | Halomoan Edwin Binsar (INA)                                       | 51.96     | Huang Ting-hsuan (TPE)                                                          | 52.49    | Navodya Sankalpa Sobana Handigei (SRI)                                         | 53.86    |
| 2.000 metros com obstáculos | Hasan Saad Al-Asdi (IRQ)                                          | 5:58.34   | Ngyuen Trung Cuong (VIE)                                                        | 6:01.16  | Mohammed Al-Suleimani (OMN)                                                    | 6:13.33  |
| Revezamento Medley          | Índia · Palender Kumar · Gurindervir Singh · Manish · Akshay Nain | 1:55.62   | Taipé Chinesa · Yue Liu Hao-cyuan · Lu Hao-hua · Ye Cing-hua · Huang Ting-hsuan | 1:55.71  | Hong Kong · Tse Yee Hn Rico · Ma Chi Fai · Chan Ching Fung · Wong Shek On Zion | 1:56.11  |
| Marcha atlética 10 km       | Sanjay Kumar (IND)                                                | 45:30.39  | Masaru Suzuki (JPN)                                                             | 45:47.41 | Yao Zhang (CHN)                                                                | 46:12.58 |
| Salto em altura             | Ngoc Long Cao Vo (VIE)                                            | 2.10 m    | Sun Qihao (CHN)                                                                 | 2.03 m   | Hussain Nasser Al-Shawakir (KSA)                                               | 2.00     |
| Salto à vara                | Kasinpob Chomchanad (THA)                                         | 5.00 m    | Yang Lucheng (CHN)                                                              | 4.85 m   | Idan Fauzan Richsan (INA)                                                      | 4.80 m   |
| Salto em comprimento        | Lee Seung-jun (KOR)                                               | 7.49 m =  | Wen Hua-yu (TPE)                                                                | 7.38 m   | Koki Wada (JPN)                                                                | 7.30 m   |
| Salto triplo                | Muhammmad Nazri Mustafa (MAS)                                     | 15.05 m   | Huang Hao-wen (TPE)                                                             | 14.78 m  | Yu Jianming (CHN)                                                              | 14.71 m  |
| Arremesso de peso           | Yang Po-en (TPE)                                                  | 19.40 m   | Mohit (IND)                                                                     | 18.82 m  | Kanta Matsuda (JPN)                                                            | 18.59 m  |
| Lançamento de disco         | Abhay Gupta (IND)                                                 | 56.47 m   | Sahil Silwal (IND)                                                              | 54.58 m  | Ngu Ing Bau (MAS)                                                              | 52.48 m  |
| Lançamento do martelo       | Liu Yuxuan (CHN)                                                  | 71.16 m   | Damneet Singh (IND)                                                             | 70.29 m  | Nitesh Poonia (IND)                                                            | 69.76 m  |
| Lançamento do dardo         | Liu Zhekai (CHN)                                                  | 77.25 m   | Rohit Yadav (IND)                                                               | 74.30 m  | Avinash Yadav (IND)                                                            | 70.09 m  |
| Decatlo                     | Liu Tsu-yuan (TPE)                                                | 5982 pts  | Mohit (IND)                                                                     | 5976 pts | Reza Kefayati (IRI)                                                            | 5904 pts |

- a  Mathew foi declarado o vencedor da prova, sendo dado um tempo de 1: 54.991, dois milésimos à frente de Mudiyansela
- b  Shin Mink-yu da Coréia do Sul estabeleceu um recorde de 21,45 segundos nas rodadas preliminares.
- c  Hao Hua Lu,do Taipé Chinês, estabeleceu um recorde de 13,40 segundos nas eliminatórias.

### Feminino
| Evento                      | Ouro                                                   | Ouro     | Prata                                                                                      | Prata    | Bronze                                                                      | Bronze        |
| --------------------------- | ------------------------------------------------------ | -------- | ------------------------------------------------------------------------------------------ | -------- | --------------------------------------------------------------------------- | ------------- |
| 100 metros                  | Feng Lulu (CHN)                                        | 11.77    | Chan Pui Kei (HKG)                                                                         | 11.91    | Gong Luying (CHN)                                                           | 12.07         |
| 200 metros                  | Feng Lulu (CHN)                                        | 24.06    | Chan Pui Kei (HKG)                                                                         | 24.57    | Abigeiru Fuka Ido (JPN)                                                     | 24.60         |
| 400 metros                  | Mo Jaidie (CHN)                                        | 55.19    | Wang Jou-hsuan (TPE)                                                                       | 55.81    | Maryam Mohebbi (IRI)                                                        | 55.94         |
| 800 metros                  | Louris Danoun (SYR)                                    | 2:14.15  | Zhu Haihong (CHN)                                                                          | 2:14.23  | Kamila Radjabova (UZB)                                                      | 2:15.21       |
| 1.500 metros                | Li Chunhui (CHN)                                       | 4:40.09  | Bahareh Jahanitgh (IRI)                                                                    | 4:51.26  | Kittikarn Suharitdumrong (THA)                                              | 4:52.75       |
| 3.000 metros                | Gyong Choe Il (PRK)                                    | 10:00.96 | Doan Thu Hang (VIE)                                                                        | 10:02.18 | Seema (IND)                                                                 | 10:05.27      |
| 100 metros com barreiras    | Lin Ting-wei (TPE)                                     | 14.08    | Sayuri Nagasaki (JPN)                                                                      | 14.23    | Shing Choyan (HKG)                                                          | 14.29         |
| 400 metros com barreiras    | Liang Yina (CHN)                                       | 59.71    | Han Le Thi Hong (VIE)                                                                      | 1:00.66  | Wu Pei-shan (TPE)                                                           | 1:00.87       |
| 2.000 metros com obstáculos | Kim Hyang Suk (PRK)                                    | 7:02.77  | Ngo Thi Khanh Ny (VIE)                                                                     | 7:04.25  | Kim Mi Hae (PRK)                                                            | 7:10.82       |
| Revezamento Medley          | China · Feng Lulu · Tao Yanan · Liang Yina · Mo Jiadie | 2:09.63  | Tailândia · Jirawan Chutrakun · Preechaporn Pluempan · Tawanchat Chanbu · Kitiya Nguphimai | 2:15.65  | Hong Kong · Hui Man Natalie · Wong Tsz Shan · Chan Pui Kei · Fung Cheuk Lam | 2:16.17       |
| Marcha atlética 5 km        | Wu Wei-ciao (TPE)                                      | 25:41.36 | Zhou Xiaomin (CHN)                                                                         | 26:04.42 | Gao Wenjing (CHN)                                                           | 26:53.61      |
| Salto em altura             | Marya Mabdulhameed Abdulelah (IRQ)                     | 1.73 m   | Nguyen Lan Anh (VIE)                                                                       | 1.69 m   | Olga Shlentova (UZB)                                                        | 1.69 m        |
| Salto à vara                | Niu Chunge (CHN)                                       | 4.15 m   | Zhang Qianru (CHN) Lin Ying-tung (TPE)                                                     | 3.70 m   | Sem premiação                                                               | Sem premiação |
| Salto em comprimento        | Gong Luying (CHN)                                      | 6.11 m   | Pan Youqi (CHN)                                                                            | 5.99 m   | Yuki Fujiyama (JPN)                                                         | 5.82 m        |
| Salto triplo                | Pan Youqi (CHN)                                        | 12.73 m  | Laura Akhmetova (KAZ)                                                                      | 12.41 m  | Karunia Nur Gem Ilang (INA)                                                 | 11.98 m       |
| Arremesso de peso           | Yu Tianxiao (CHN)                                      | 17.51 m  | Shi Hongmei (CHN)                                                                          | 17.50 m  | Guo Pei-yu (TPE)                                                            | 15.66 m       |
| Lançamento de disco         | Liu Quantong (CHN)                                     | 47.78 m  | Guo Pei-yu (TPE)                                                                           | 45.74 m  | Park Sun-jin (KOR)                                                          | 44.29         |
| Lançamento do martelo       | Li Ji (CHN)                                            | 67.81 m  | Grace Wong Xiu Mei (MAS)                                                                   | 59.00 m  | Reihaneh Arani (IRI)                                                        | 55.41 m       |
| Lançamento do dardo         | Liao Yu (CHN)                                          | 56.29 m  | Wang Ying (CHN)                                                                            | 55.07 m  | Park Ayeong (KOR)                                                           | 49.35 m       |
| Heptatlo                    | Hsiang Chia-li (TPE)                                   | 4985 pts | Roksana Khudoyarova (UZB)                                                                  | 4653 pts | Sarifa Rzakuliyeva (KAZ)                                                    | 4501 pts      |

## Quadro de medalhas
Chave
| Ordem | País            | Medalha de ouro | Medalha de prata | Medalha de bronze | Total |
| ----- | --------------- | --------------- | ---------------- | ----------------- | ----- |
| 1     | China           | 16              | 9                | 5                 | 30    |
| 2     | Taipé Chinesa   | 6               | 7                | 2                 | 15    |
| 3     | Índia           | 5               | 5                | 4                 | 14    |
| 4     | Coreia do Sul   | 2               | 0                | 4                 | 6     |
| 5     | Indonésia       | 2               | 0                | 3                 | 5     |
| 6     | Coreia do Norte | 2               | 0                | 1                 | 3     |
| 7     | Iraque          | 2               | 0                | 0                 | 2     |
| 8     | Vietname        | 1               | 5                | 0                 | 6     |
| 9     | Malásia         | 1               | 3                | 1                 | 5     |
| 10    | Tailândia       | 1               | 2                | 2                 | 5     |
| 11    | Jordânia        | 1               | 0                | 0                 | 1     |
| 12    | Síria           | 1               | 0                | 0                 | 1     |
| 13    | Japão           | 0               | 3                | 4                 | 7     |
| 14    | Hong Kong       | 0               | 2                | 3                 | 5     |
| 15    | Irão            | 0               | 1                | 5                 | 6     |
| 16    | Uzbequistão     | 0               | 1                | 2                 | 3     |
| 17    | Sri Lanka       | 0               | 1                | 1                 | 2     |
| 18    | Cazaquistão     | 0               | 1                | 0                 | 1     |
| 19    | Iêmen           | 0               | 1                | 0                 | 1     |
| 20    | Omã             | 0               | 0                | 1                 | 1     |
| 21    | Arábia Saudita  | 0               | 0                | 1                 | 1     |
| Total | Total           | 40              | 41               | 39                | 120   |